# سیگنال ماونتن (تنسی)
سیگنال ماونتن(به انگلیسی: Signal Mountain) شهری در ایالت تنسی کشور ایالات متحده آمریکا است که جمعیت آن در سرشماری سال ۲۰۱۰ میلادی، ۷٬۵۵۴ نفر بوده‌است.